# 碧武里路

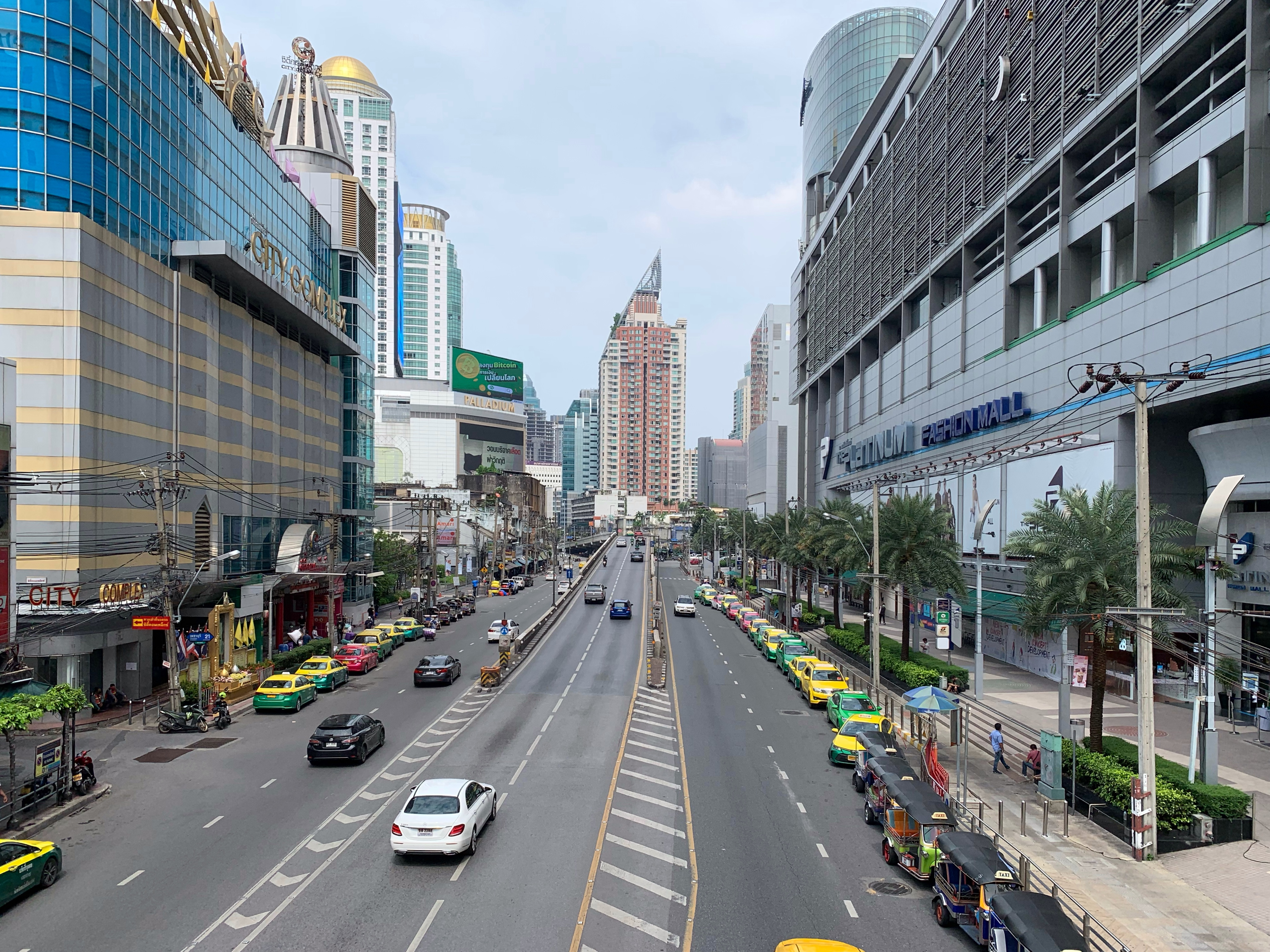
碧武里路

碧武里路是泰國首都曼谷的幹線街道，行經巴吞旺縣及拉差貼威縣。連通披耶泰路及叻猜威提路至蘇凡納布機場，到它通往泰國東北部的窄軌鐵路近於平行走向。

## 鄰近的地點
- 水門市場
- 水門街海南雞飯
- 印度尼西亞駐泰國大使館
- 電腦廣場